# 佩德羅一世 (卡斯蒂利亞)
佩德羅一世（Pedro I de Castilla，又名el Cruel （殘酷者）或 el Justiciero（司法者），1334年8月30日—1369年3月23日），卡斯提爾王國國王（1350年－1369年）。他是卡斯提爾國王阿方索十一世與其王后葡萄牙的瑪麗亞活到成年的唯一兒子。他是最後一位出自勃艮第家族(伊夫雷亞王朝)嫡系的統治者。
1350年，阿方索十一世逝世，佩德羅以十六歲之齡登基，他隨即發現自己受到他的母親和其寵臣控制。佩德羅本與英格蘭國王愛德華三世的女兒瓊結婚，但是當新娘來卡斯提爾途中染上鼠疫死亡。
起初他受制於母親，但是受到大臣阿爾伯克基的鼓勵而解放自己，並在1353年秘密娶了瑪麗亞·德·帕迪拉。1353夏天，佩德羅幾乎被他的母親和貴族們強迫娶波旁公爵皮埃爾一世之女的波旁的布朗歇，但是佩德羅立即拋棄了她。這次婚姻必需要佩德羅否認他已經娶了瑪麗亞，但他倆的關係依然繼續，她為佩德羅生了四個孩子。佩德羅也以相同的婚姻形式與卡斯特羅家族的女子胡安娜·德·卡斯特羅結婚，這女子為他生了一個兒子，然後佩德羅便拋棄了她。隨後出現了一段動盪時期，這時佩德羅實際上被軟禁，迫使他努力地離開托羅，但仍在塞哥維亞被監視。
布朗歇在1361年死在梅迪納-西多尼亞。傳說是佩德羅謀殺了她。其中一個版本的故事說她是被毒死的，另外一個是她被弩射死的。

## 與亞拉岡的戰鬥
從1356年至1366年，佩德羅不斷地與亞拉岡王國的佩德羅四世進行戰爭。這些戰爭名為“兩個佩德羅的戰爭”，而佩德羅表現了他既沒有能力也沒有勇氣。正是在這一時期，他所犯下的系列謀殺案使他聲名狼籍；但雖然中高級貴族痛恨他的專制殘暴，下層人民卻廣泛愛戴他，替他戰鬥至王位被奪為止。在1366年，爆發了災難性的卡斯提爾內戰會引政致他被廢黜。他的私生子兄長特拉斯塔馬拉的恩里克在士兵面前抨擊他，當時包括貝特朗·杜·蓋克蘭和于格·卡爾弗利，佩德羅不敢戰鬥下遺棄了他的王國，在面對迎面而來的軍隊時多次臨陣市退縮（首先從布爾戈斯，然後從托萊多，最後從塞維利亞）。佩德羅帶着國家的財富一同逃走至葡萄牙，在那裡他受到他的舅父葡萄牙國王佩德羅一世冷待，並從那裡逃向在伊比利亞半島北部的加利西亞，在那裡他下令殺害聖地亞哥大主教和院長。

## 與反猶太主義的鬥爭
恩里克利用卡斯提爾當地的反猶太主義，常以「猶太人的國王」來稱呼佩德羅。恩里克煽動屠殺，開始一個時期的反猶太人暴動及國籍轉換在卡斯提爾持續至大約1370-1390年。佩德羅以強硬的措施應付此問題，包括處決了至少五名的反猶太人暴動領導人。

## 殘酷者佩德羅之死
佩德羅與英格蘭結盟以抵抗恩里克與亞拉岡及法國的聯軍，他的兩個女兒分別嫁給英格蘭國王愛德華三世的兒子蘭開斯特公爵岡特的約翰及約克公爵蘭利的埃德蒙。1366年夏天，他避難至黑太子愛德華那裡，黑太子愛德華在納赫拉戰爭結束後的次年恢復佩德羅的王位。但是佩德羅卻埋怨他的盟友對他不忠和不夠兇猛，所以他沒有兌現承諾償還戰爭的費用。當時黑太子愛德華的健康出現問題，他立即離開了伊比利亞半島。
同時恩里克於1368年9月回到卡斯提爾，布爾戈斯的科爾特斯承認恩里克作為卡斯提爾國王。隨後包括科爾多瓦、帕倫西亞、巴利亞多利德和哈恩等地都相繼承認恩里克。另一方面，加利西亞和阿斯圖里亞斯繼續支持佩德羅。當恩里克進軍托萊多，已經撤退到安達魯西亞的佩德羅卻選擇了在戰場上面對恩里克。1369年3月14日，兩軍在蒙鐵爾（一個由聖地亞哥騎士團控制的城堡）相遇。恩里克在法軍的貝特朗·杜·蓋克蘭協助下打敗佩德羅的軍隊。佩德羅就逃亡至原先由加利西亞騎士團所控制的堡壘避難。圍城的軍隊與守軍談判。佩德羅會見了作為恩里克特使的貝特朗·杜·蓋克蘭。佩德羅知道貝特朗·杜·蓋克蘭素來奸詐，他企圖以200,000金幣和一些城鎮包括索里亞，艾爾瑪善及阿蒂恩薩賄賂法軍統帥貝特朗·杜·蓋克蘭背叛恩里克，貝特朗·杜·蓋克蘭假意答應並通知恩里克以取得更大的利益，將佩德羅引入他的軍帳中。恩里克早在帳篷守候，於是雙方先是互相辱罵，繼而打起來。恩里克在打鬥時抽出了匕首，朝佩德羅身上沒有鎖子甲保護的要害刺去，一刀了結了他的性命。恩里克不斷嘲笑和虐待佩德羅的遺體，直至三日後才埋葬。恩里克順利繼承王位。
| 佩德羅一世 (卡斯蒂利亞) 伊夫雷亞王朝出生于：1334年8月30日逝世於：1369年3月23日 | 佩德羅一世 (卡斯蒂利亞) 伊夫雷亞王朝出生于：1334年8月30日逝世於：1369年3月23日 | 佩德羅一世 (卡斯蒂利亞) 伊夫雷亞王朝出生于：1334年8月30日逝世於：1369年3月23日 |
| 統治者頭銜                                                                     | 統治者頭銜                                                                     | 統治者頭銜                                                                     |
| ------------------------------------------------------------------------------ | ------------------------------------------------------------------------------ | ------------------------------------------------------------------------------ |
| 前任者： 阿方索十一世                                                          | 卡斯蒂利亞及萊昂國王 1350年–1366年                                             | 繼任者： 恩里克二世                                                            |
| 前任者： 恩里克二世                                                            | 卡斯蒂利亞及萊昂國王 1367年–1369年                                             | 繼任者： 恩里克二世                                                            |